# Lista de primeiros-ministros do Azerbaijão
O primeiro-ministro do Azerbaijão é o chefe de governo do Azerbaijão. O atual primeiro-ministro é, desde 2019, Ali Asadov.

## Lista de chefes de governo do Azerbaijão (1918–atualidade)

### República Democrática do Azerbaijão(1918–1920)

#### Primeiros-ministros
| Nº | Presidente            | Presidente | Início do mandato   | Fim do mandato      | Partido      |
| -- | --------------------- | ---------- | ------------------- | ------------------- | ------------ |
| 1  | Fath Ali Khan Khoyski |            | 28 de maio de 1918  | 14 de abril de 1919 | Independente |
| 2  | Nasib Yusifbeyli      |            | 14 de abril de 1919 | 1 de abril de 1920  | Musavat      |

### República Socialista Federativa Soviética Transcaucasiana(1922–1936) eRepública Socialista Soviética do Azerbaijão(1936–1991)

#### Presidentes do Conselho de Comissários do Povo
| Nº | Presidente         | Presidente | Início do mandato      | Fim do mandato         | Partido             |
| -- | ------------------ | ---------- | ---------------------- | ---------------------- | ------------------- |
| 3  | Nariman Narimanov  |            | 28 de abril de 1920    | 6 de maio de 1922      | Partido Bolchevique |
| 4  | Gazanfar Musabekov |            | 6 de maio de 1922      | 14 de março de 1930    | PCUS                |
| 5  | Dadash Bunyadzade  |            | 14 de março de 1930    | 23 de outubro de 1932  | PCUS                |
| 6  | Mir Jafar Baghirov |            | 23 de outubro de 1932  | 12 de dezembro de 1933 | PCUS                |
| 7  | Huseyn Rahmanov    |            | 12 de dezembro de 1933 | 22 de agosto de 1937   | PCUS                |
| 8  | Teymur Guliyev     |            | 13 de novembro de 1937 | 28 de março de 1946    | PCUS                |

#### Presidentes do Conselho de Ministros
| Nº | Presidente         | Presidente | Início do mandato      | Fim do mandato         | Partido |
| -- | ------------------ | ---------- | ---------------------- | ---------------------- | ------- |
| 8  | Teymur Guliyev     |            | 28 de março de 1946    | 6 de abril de 1953     | PCUS    |
| 9  | Mir Jafar Baghirov |            | 6 de abril de 1953     | 20 de julho de 1953    | PCUS    |
| 10 | Teymur Guliyev     |            | 20 de julho de 1953    | 1 de março de 1954     | PCUS    |
| 11 | Sadykh Rahimov     |            | 1 de março de 1954     | 8 de julho de 1958     | PCUS    |
| 12 | Vali Akhundov      |            | 8 de julho de 1958     | 10 de julho de 1959    | PCUS    |
| 13 | Mammad Iskenderov  |            | 10 de julho de 1959    | 29 de dezembro de 1961 | PCUS    |
| 14 | Anvar Alikhanov    |            | 29 de dezembro de 1961 | 10 de abril de 1970    | PCUS    |
| 15 | Ali Ibrahimov      |            | 10 de abril de 1970    | 22 de janeiro de 1981  | PCUS    |
| 16 | Hasan Seyidov      |            | 22 de janeiro de 1981  | 27 de janeiro de 1989  | PCUS    |
| 17 | Ayaz Mütallibov    |            | 27 de janeiro de 1989  | 26 de janeiro de 1990  | PCUS    |
| 18 | Hasan Hasanov      |            | 26 de janeiro de 1990  | 7 de fevereiro de 1991 | PCUS    |

### República do Azerbaijão (1991–atualidade)

#### Primeiros-ministros
| Nº | Presidente                  | Presidente | Início do mandato     | Fim do mandato        | Partido      |
| -- | --------------------------- | ---------- | --------------------- | --------------------- | ------------ |
| 18 | Hasan Hasanov               |            | 7 de janeiro de 1992  | 7 de abril de 1992    | Independente |
| -  | Firuz Mustafayev (interino) |            | 7 de abril de 1992    | 18 de maio de 1992    | Independente |
| 19 | Rahim Huseynov              |            | 18 de maio de 1992    | 26 de janeiro de 1993 | Independente |
| -  | Ali Masimov (interino)      |            | 26 de janeiro de 1993 | 28 de abril de 1993   | AXCP         |
| 20 | Panah Huseynov              |            | 28 de abril de 1993   | 7 de junho de 1993    | AXCP         |
| 21 | Surat Huseynov              |            | 27 de junho de 1993   | 6 de outubro de 1994  | Militar      |
| 22 | Fuad Guliyev                |            | 6 de outubro de 1994  | 20 de julho de 1996   | YAP          |
| 23 | Artur Rasizade              |            | 20 de julho de 1996   | 4 de agosto de 2003   | YAP          |
| 24 | Ilham Aliyev                |            | 4 de agosto de 2003   | 4 de novembro de 2003 | YAP          |
| 25 | Artur Rasizade              |            | 4 de novembro de 2003 | 21 de abril de 2018   | YAP          |
| 26 | Novruz Mammadov             |            | 21 de abril de 2018   | 8 de outubro de 2019  | YAP          |
| 27 | Ali Asadov                  |            | 8 de outubro de 2019  | presente              | Independente |